# 탕핑족
탕핑족은 중국의 신조어이다. 탕핑(躺平, 당평)은 "평평하게 누워있기"를 뜻하는 중국어이며 그 속내는 "열심히 노동을 해도 대가가 없는 중국 사회의 노동 문화에서는 최선을 다해 눕는게 현명하다."라는 뜻이다. 중국 인터넷에서 청년 세대 사이에서 공감대를 불러일으키며 유행어로 자리매김되었다. 외국의 비슷한 신조어로 N포세대가 있다.

## 역사
2021년, 중국 대도시 화이트칼라 노동자부터 대학생에 이르기까지 좌절한 젊은이들이 온라인을 통해 자신이 탕핑족임을 선언하고 있다. 탕핑을 전파하는 사람들은 "직장이 없어도 매달 200위안(약 3만 5,000 원)만 있으면 살 수 있다.", 혹은, "탕핑이야말로 정의다."라는 말로 중국 청년세대에게 탕핑을 전파하고 있다.

### 원인

#### 청년들의 상실감
중국 사회는 '꽌시 문화'로 유명한 암묵적인 룰이 이끄는 사회다. 출신과 배경이 없으면 중국에서 기회를 잡거나 출세하는게 불가능하다는 것은 당연한 이치로 여겨진다. 더불어 중국 사회는 계급 문제도 있다. 노동을 담당하는 최하층 계급인 농민공을 포함해 빈곤층이 인구의 절대다수를 차지한다. 그 다음으로 많은 것이 중산층이며 부유층은 인구의 0.5%도채 안되어, 소수에 불과하다. 세계 성인 인구의 0.9% 만이 백만장자이다. 이들이 $158조를 가졌고 세계 부의 44%를 차지한다.
그런가하면 연 900만명의 대졸자가 나오지만 취직할 일자리가 없을 정도로 중국의 취업난은 심각하다. 코로나 이후, 폐업률은 심해져 청년들만이 아니라 자영업자들도 힘들다.

#### 중국 관료제의 부정부패
중국은 세계 GDP 2위의 경제를 가진 것에 비해서도 독보적인 부정부패 규모를 자랑하는 국가이다. 중국 장군들의 부정부패가 톤 단위의 현물일 정도로 규모가 남다르며, 시진핑 국가주석의 부정부패 척결에도 불구하고 중국 핵심 고위층의 탈세액이 4,000조원이 넘는다.

### 전개
중국 청년들 사이에서 탕핑이 유행처럼 번지기 시작했다. "노력을 해도 사회가 보상을 안하니, 사회구성원들로서는 이런 사회에 협조를 안 하는게 사회를 이롭게 하는 것"이라는 논리로 탕핑을 의무화하고 있다. 탕핑의 가장 큰 특징은 '나라의 장래에 협조하지 않기', '욕망하지 않기', '대국굴기라는 국가의 비전에 무관심하기', '생존하기만 하기' 여러가지로 두드러진다. 그러나 이들은 모두 '노력하지말자'라는 핵심 키워드로 귀결된다. 불과 5년전, '수저론', '헬조선', '노오력' 유행이 시작됐던 대한민국과 흡사한 움직임이다.

### 영향
우선, 중국 당국은 이 사태에 대해 긴장하고 있다. 탕핑족은 대처하기가 까다롭다. 딱히 청년들이 국가에 협조를 안할 뿐, 반(反)체제 성격의 운동이 아니며, 중국 정부에 원망감을 드러내지도 않는다. 반체제 행위라면 이념성과 조직성이 짙어서 대처하는게 중국 당국에겐 익숙하고 통달해 있지만, '탕핑'은 그렇지 않아서 낯선 사례이다. 탕핑은 누가 강요나 선동한게 아니라 행동 주체인 청년세대들이 살기 힘든 환경에서 자연적으로 선택하는 것이기 때문이다.

## 같이 보기
- N포세대

## 참고
1. ↑  “'더 격렬하게 누워있고 싶다' 중국 젊은층의 외침”. 《BBC News 코리아》. 2021년 6월 14일에 확인함.
2. ↑  “[만파식적] 탕핑족”. 2021년 6월 10일. 2021년 6월 14일에 확인함.
3. ↑  수정 2015.04.11 11:29, 입력 2015 04 11 11:28 (2015년 4월 11일). “[외국인 칼럼] 중국의 꽌시, 한국 사회에 없는 유대관계”. 2021년 6월 14일에 확인함.
4. ↑  “[현문학 기자의 돈되는 중국경제] ‘당신은 몇 급?’ 고착화 되는 중국의 사회계층”. 2016년 8월 22일. 2021년 6월 14일에 확인함.
5. ↑  고은지 (2011년 5월 8일). “`10대 중산층 소비국가'에 신흥국 대거 포진”. 2021년 6월 14일에 확인함.
6. 1 2  수정 2019.11.11 08:18, 입력 2019 11 11 08:00 (2019년 11월 11일). “세계 백만장자 4799만명...한국인은 얼마나 될까”. 2021년 6월 14일에 확인함.
7. ↑  “치솟는 中 청년 실업률…"대학 나와도 갈 곳이 없다"”. 2021년 4월 23일. 2021년 6월 14일에 확인함.
8. ↑  “중국 실업률·폐업↑…청년·자영업자 “앞이 안 보인다””. 2021년 6월 14일에 확인함.
9. ↑  최현석 (2016년 4월 7일). “"中 '부패몸통' 궈보슝 뇌물액, 쉬차이허우·구쥔산 능가"”. 2021년 6월 14일에 확인함.
10. ↑  “시진핑 가족 등 中 최고위층 4000조 '역외탈세' 의혹”. 2014년 1월 23일. 2021년 6월 14일에 확인함.
11. ↑  “중국 대입시험에도 반영된 청년층의 박탈감 '탕핑주의'”. 2021년 6월 8일. 2021년 6월 14일에 원본 문서에서 보존된 문서. 2021년 6월 14일에 확인함.
12. ↑  “中 2030세대 ‘탕핑주의’ 급속 확산…중국판 비폭력 비협조 운동” (미국 영어). 2021년 5월 29일. 2021년 6월 14일에 확인함.
13. ↑  “[카드뉴스] `노력`과 `노오력`의 차이는?”. 2017년 6월 12일. 2021년 6월 14일에 확인함.
14. ↑  “中 '드러누워 아무것도 안하는' 탕핑족 유행에 당국 긴장”. 2021년 6월 14일에 확인함.